# 克羅斯羅茲 (伊利諾伊州)
克羅斯羅茲（英語：Crossroads）是位於美國伊利諾伊州約翰遜縣的一個村落。

## 地理
克羅斯羅茲的座標為37°20′56″N 88°49′03″W / 37.34889°N 88.81750°W，而該地最高點為海拔高度135米（即443英尺）。

## 人口
根據2010年美國人口普查的數據，克羅斯羅茲的面積為5.00平方千米，當中陸地面積為5.00平方千米，而水域面積為5.00平方千米。當地共有人口500人，而人口密度為每平方千米100人。